# Comité pour le boycott de l'organisation par l'Argentine de la Coupe du monde de football
 (novembre 2022).
La mise en forme du texte ne suit pas les recommandations de Wikipédia : il faut le « wikifier ».
Les points d'amélioration suivants sont les cas les plus fréquents. Le détail des points à revoir est peut-être précisé sur la page de discussion.
- Les titres sont pré-formatés par le logiciel. Ils ne sont ni en capitales, ni en gras.
- Le texte ne doit pas être écrit en capitales (les noms de famille non plus), ni en gras, ni en italique, ni en « petit »…
- Le gras n'est utilisé que pour surligner le titre de l'article dans l'introduction, une seule fois.
- L'italique est rarement utilisé : mots en langue étrangère, titres d'œuvres, noms de bateaux, etc.
- Les citations ne sont pas en italique mais en corps de texte normal. Elles sont entourées par des guillemets français : « et ».
- Les listes à puces sont à éviter, des paragraphes rédigés étant largement préférés. Les tableaux sont à réserver à la présentation de données structurées (résultats, etc.).
- Les appels de note de bas de page (petits chiffres en exposant, introduits par l'outil «  Source ») sont à placer entre la fin de phrase et le point final[comme ça].
- Les liens internes (vers d'autres articles de Wikipédia) sont à choisir avec parcimonie. Créez des liens vers des articles approfondissant le sujet. Les termes génériques sans rapport avec le sujet sont à éviter, ainsi que les répétitions de liens vers un même terme.
- Les liens externes sont à placer uniquement dans une section « Liens externes », à la fin de l'article. Ces liens sont à choisir avec parcimonie suivant les règles définies. Si un lien sert de source à l'article, son insertion dans le texte est à faire par les notes de bas de page.
- La présentation des références doit suivre les conventions bibliographiques. Il est recommandé d'utiliser les modèles {{Ouvrage}}, {{Chapitre}}, {{Article}}, {{Lien web}} et/ou {{Bibliographie}}. Le mode d'édition visuel peut mettre en forme automatiquement les références.
- Insérer une infobox (cadre d'informations à droite) n'est pas obligatoire pour parachever la mise en page.

Pour une aide détaillée, merci de consulter Aide:Wikification.
Si vous pensez que ces points ont été résolus, vous pouvez retirer ce bandeau et améliorer la mise en forme d'un autre article.
 (juin 2021).
Le COBA (Comité pour le boycott de l’organisation par l’Argentine de la Coupe du monde de Football) a été créé en juin 1977 par un groupe de militants français et argentins d'abord à Paris (une trentaine de groupes de quartiers ou d'arrondissements) et rapidement dans deux cents villes de France. La France fut le pays où le mouvement de Boycott de cette coupe du monde prit le plus d'ampleur.
La 11e coupe du Monde de Football s'est déroulée du 11 au 25 juin 1978 en Argentine soumise à une dictature militaire instaurée par un coup d'état d'une junte de généraux le 24 mars 1976. Le Président auto proclamé était le Jorge Rafael Videla.
Des groupes se constituèrent un peu partout en Europe pour faire de cet événement l’occasion de dénoncer les exactions de la junte argentine : d’abord dans des pays dont l’équipe nationale participait à la phase finale (Suède, Espagne, Pays-Bas, Italie, République Fédérale d’Allemagne, Autriche), ensuite dans des nations non qualifiées comme Israël, le Danemark, la Grande-Bretagne, l’Irlande, l’Islande, le Portugal, la Suisse ou encore la Belgique autour du COBRA (Comité Belge contre la Répression en Argentine).
Mais l'appel au boycott n'a été soutenu en France que par les partis d'extrême gauche (LCR, PSU). Aucun des grands partis de gauche PCF et PS, aucune des grandes centrales syndicales (CFDT, CGT, FO, FEN) n'ont voulu s'y associer. Seuls, le SGEN-CFDT et le mouvement de syndicalistes enseignants L’École émancipée se sont engagés dans la campagne de boycott."

## Le contexte géopolitique des années 1970
En Amérique latine, plusieurs pays avaient subi des coups d'État conduisant à l'instauration de dictatures. Après le Brésil en 1964, la Bolivie en 1971 avec Hugo Banzer, le Chili en 1973, et l’Uruguay en 1973, vint le tour de l'Argentine en 1976 dans le cadre du vaste plan Condor. L’opération Condor (en espagnol : Operación Cóndor) est le nom donné à une campagne d'assassinats et de lutte antiguérilla conduite conjointement par les services secrets du Chili, de l'Argentine, de la Bolivie, du Brésil, du Paraguay et de l'Uruguay, avec le soutien tacite des États-Unis au milieu des années 1970. Les dictatures militaires latino-américaines ont envoyé des agents secrets poursuivre et assassiner les dissidents politiques jusqu'en Europe (France, Italie, Portugal, Espagne...) et aux États-Unis (phase 3 de l'opération Condor qui culmina avec l'assassinat d'Orlando Letelier, ancien ministre de Salvador Allende, en septembre 1976 à Washington D.C.).
Les États-Unis ont soutenu le coup d’État militaire argentin de mars 1976. En 1976, Henry Kissinger, alors secrétaire d’État, avait donné le feu vert à la politique de séquestrations, de tortures et de morts mise en place par la dictature. En avril de cette année 1976, il avait rencontré le ministre des Affaires étrangères en Argentine, César Guzzetti. D’après le mémorandum secret de cette réunion (dévoilé en 2004), Guzzetti avait déclaré: «Le principal problème que nous avons est le terrorisme», ce à quoi Kissinger avait répondu : «S’il y a des choses que vous devez faire, faites-le rapidement.» Ensuite, en août de la même année, Kissinger avait rencontré Robert Hill, l’ambassadeur des États-Unis en Argentine, à qui il avait confirmé l’échange qu’il avait eu avec Guzzetti.
La situation a un peu changé avec l'élection de Jimmy Carter à la Présidence des États-Unis en novembre 1977. Hill déclara à Patt Derian, secrétaire d’État pour les Droits humains, qu’il pensait que le message de Kissinger à Guzzetti avait amené la dictature militaire à intensifier la répression.
Le 20 novembre 1977, un rapport du secrétaire d'État américain Cyrus Vance du Président démocrate Jimmy Carter élu en novembre 1976 fit état à cette date de 6000 exécutions et de 12 000 à 17 000 disparus en Argentine depuis le coup d'État de mars 1976.
Washington a alors fait pression sur la dictature argentine pour qu’elle desserrât l’étau de la répression. Un des signes du changement d’orientation de Washington a été donné par l’intervention de la Commission interaméricaine de droits humains de l’OEA lorsqu’elle est venue à Buenos Aires en 1979. Des politiciens argentins, mais aussi des militants et des proches des disparus ont pu à cette occasion lui présenter leurs dénonciations et leurs griefs. Mais, en 1978, l'équipe des États-Unis ne s'était pas qualifiée pour la compétition finale en Argentine. Le gouvernement américain n'était donc pas concerné directement par le boycottage de la coupe du monde.
Les gouvernements européens dont les équipes de football étaient sélectionnées n'ont jamais manifesté l'intention de suspendre leur participation et en particulier le gouvernement français sous la Présidence de Valéry Giscard d'Estaing. Son fidèle soutien et ministre de l'Intérieur Michel Poniatowski avait proposé lors d'une visite à son homologue argentin le général Albano Harguindeguy des " échanges de renseignements pour lutter contre la subversion ", comme il l'a affirmé à la journaliste Marie-Monique Robin.
Pendant la guerre d’Algérie, la France avait établi des liens forts avec les armées et les gouvernements luttant contre la subversion en créant en 1958 des Centres d'instruction à la pacification et à la contre-guérilla à l'initiative de Jacques Chaban-Delmas, ministre de la Défense nationale du gouvernement Félix Gaillard. À partir des années 1960, des anciens d'Algérie avaient ensuite enseigné pendant des années aux officiers de ces armées les méthodes d'interrogation sous tortures et les disparitions de prisonniers. Voir le livre et le film "Escadrons de la mort, l’école française" de Marie-Monique Robin (2004). Témoignages et documents dessinent un puzzle terrifiant, sur lequel il ne faut pas se méprendre. Marie-Monique Robin ne charge pas l'armée française des crimes commis par la dictature argentine. Ce qui l'intéresse c'est, d'une part, le fait que l'État démocratique français ait jugé bon d'exporter des méthodes moralement indéfendables, et, d'autre part, la façon dont les Argentins vont appliquer ces théories dans un contexte très différent de celui de l'Algérie : " - Un général argentin m'a expliqué pourquoi le rôle des Français a été déterminant. Au début des années 1960, alors qu'il n'y a pas de guérilla, ils introduisent cette notion d'un ennemi intérieur, virtuel. Toute une génération d'officiers va être formée à cette idée, qui sera une vraie bombe à retardement. Après le coup d'État de Videla, en 1976, on ne traquera pas des gens qui posent des bombes, comme à Alger, mais des "subversifs", des gens qui sont communistes, socialistes, péronistes, qui ne pensent pas comme il faut. Ça pourra être n'importe qui, un universitaire, un avocat, un ouvrier… Ce sont ces gens-là qu'on ira enlever chez eux, torturer et jeter à la mer."
Une partie de l'Église catholique française a aussi joué un rôle important pour l'inspiration idéologique des militaires de la junte de 1976 : «En été 1958, Jean Ousset décidait d’implanter la Cité catholique en Argentine. La revue Verbe annonçait la naissance de la Ciudad católica et, en 1962, le père Georges Grasset s’installait à  Buenos Aires pour diriger l’édition espagnole de la revue El Verbo. Le père Grasset, toujours insaisissable, est un ancien aumônier militaire en Algérie où¹ il représentait la Cité catholique et fut le guide spirituel de l’OAS. S’il part, en 1962, en Argentine, c’est pour y faciliter l’installation de certains chefs de l’OAS qui étaient en fuite. Ainsi, le colonel Gardes, condamné à mort par contumace par un tribunal militaire, passe par l’Espagne de Franco avant de débarquer en Argentine en 1963. L’extrême droite argentine a été très influencée par ces réfugiés français et la Cité catholique a formé les généraux qui, avec le général Videla, prirent le pouvoir en mars 1976 en destituant Isabel Peron.
El Verbo apportait une idéologie en mars 1967 : Jean Ousset publiait dans cette revue une série d’articles sur « Les devoirs et conditions de l’efficacité pour combattre la révolution antichrétienne »; l’amiral Auphan, l’ancien ministre de la Marine de Vichy, étudiait « La conspiration communiste mondiale » (mai 1974). Enfin, en septembre 1975, la série d’articles signée Cornelius, parue dans Verbe, en 1958, pour justifier la torture, est publiée en espagnol et signée Centurion. Toute une partie de la hiérarchie catholique semble avoir soutenu ces pratiques de répression. En 1977, en pleine dictature militaire, Mgr Marcel Lefebvre fit un premier voyage en Argentine. Il y est bien accueilli puisqu’en août 1976, lors de la grand-messe qu’il célébra à Lille devant 5000 intégristes, il avait fait l’apologie des régimes militaires en Amérique latine : « Prenez l’image de la République argentine. Dans quel état était-elle il y a seulement deux, trois mois ? Une anarchie complète, les brigands tuant à  droite, à  gauche, les industries complètement ruinées, les patrons des usines enfermés et pris en otage, une révolution invraisemblable. Dans un pays pourtant aussi beau, aussi équilibré, aussi sympathique que la république argentine, une République qui pourrait être d’une prospérité incroyable, avec des richesses extraordinaires. Vient un gouvernement d’ordre, qui a des principes, qui a une autorité, qui met un peu d’ordre dans les affaires, qui empêche les brigands de tuer les autres, et voilà que l’économie revient, et que les ouvriers ont du travail et qu’ils peuvent rentrer chez eux en sachant qu’ils ne vont pas être assommés par quelqu’un qui voudrait leur faire faire la grève alors qu’ils ne le désirent pas. »
De fait, la plupart des militaires de la junte argentine de1976, comme Videla lui-même, font volontiers étalage de leur catholicisme. Nombre d'entre eux ont milité dans le mouvement Cursillos de Cristiandad (cours de chrétienté) très proche du groupe français, intégriste et anti-libéral, Verbe.
Beaucoup de hauts dignitaires de l'église catholique argentine ont collaboré avec la dictature à divers titres Certains prêtres assistaient aux séances de torture, d'autres intervenaient directement dans la répression, comme Christian Federico Von Wernich, aumonier de la police de Province de Buenos Aires et confesseur du général Ramon Camps qui a été condamné le 9 octobre 2007 à la réclusion à perpétuité pour 7 homicides, 42 enlèvements et 32 cas de torture.
À l'inverse, des religieux catholiques inspirés par la Théologie de la Libération ont combattu l'injustice sociale dans les quartiers populaires et parfois dans les "villas miserias" (bidonvilles) et la dictature en défendant les droits de l'homme. Ils ont subi eux-mêmes la répression avant et après le coup d'état : assassinat en mai 1974, probablement par la Triple A, du Père Carlos Mugica, un inspirateur historique des fondateurs des Montoneros, mais qui s'était désolidarisé de la lutte armée; assassinat de l'évêque de la Rioja Enrique Angelelli dans un faux accident de la route, probablement sur ordre de la dictature, en août 1976, et les enlèvements et disparitions de militants de la paroisse progressiste de Santa Cruz à Buenos Aires (dont les deux religieuses françaises Léonie Duquet et Alice Domon, et une mère de la Place de Mai). Le peintre et architecte Adolfo Perez Esquivel, dirigeant du Servicio Justicia y Paz, organisation de défense des droits humains a été emprisonné et torturé en 1976. Il a reçu le Prix Nobel de la Paix en 1980.
Depuis les années 1970 les Américains, avec leur école des Amériques pour la coopération et la sécurité, avaient pris le relais des français. Les gouvernements français ont maintenu une mission militaire principalement pour vendre du matériel. La France est devenue le deuxième fournisseur d'armes de l'Argentine derrière les États-Unis avec 200 chars légers AMX-13, des hélicoptères Puma conçus pour la lutte antiguérilla, des missiles sol-sol SS 11/12, les fameux Exocet utilisés pendant la guerre des Malouines avec l'appui de militaires français maintenus sous le gouvernement Mitterrand, 12 chasseurs Mirage III EA, 30 avions d'entraînement Morane Saulnier pour les attaques au sol, 70 % de l'équipement et les moteurs pour l'avion argentin Pucara.

## Historique de l'organisation de la Coupe du monde en Argentine entre 1966 et 1978
La FIFA confia l’organisation de la onzième coupe du monde de football à l’Argentine, le 6 juillet 1966. Quelques jours auparavant un coup d'état militaire, avec à sa tête le général Juan Carlos Ongania  avait renversé le radical Arturo Illia et instauré une dictature qui prônait une idéologie national-catholique et dura jusqu'en 1973. En mars 1973, Hector José Cámpora, péroniste de gauche, a été élu Président de la République puis déchu par un soulèvement provoqué par les péronistes de droite et à la suite de sa victoire aux nouvelles élections organisées en septembre 1973, Juan Péron, revenu d'un exil en Argentine est redevenu brièvement Président de la République. Après sa mort, le 1er juillet 1974, son épouse et vice-présidente Isabel Peron l'a remplacé et instaura un régime de plus en plus autoritaire, avec son ministre du Bien-être social et secrétaire personnel, José López Rega, connu sous le surnom de el Brujo (le sorcier), qui faisait prévaloir les intérêts de la droite du mouvement péroniste contre les divers mouvements sociaux.
López Rega utilise des fonds publics pour le financement d'un groupe armé, connu comme Alianza Anticomunista Argentina ou triple A5,6 Cette formation paramilitaire entreprend, sous sa direction, des actions de harcèlement contre des personnalités de la frange gauche du péronisme et de la gauche argentine, qui prennent la forme d'attentats, de séquestrations, de tortures et d'assassinats7.
L'attitude du gouvernement se fait aussi plus dure et plus répressive, intervenant dans les provinces « dissidentes », les universités, des syndicats, les canaux de télévision privés, établissant une censure sans cesse renforcée contre les journaux et les revues.
Le rapport Nunca Más (es), rédigé en 1983, estime à 600 disparitions et 500 exécutions d'opposants le bilan de sa présidence, au cours des années 1975 et 1976.
La FIFA avait déjà organisé une compétition dans un pays soumis à une dictature en attribuant en 1932 à l'Italie la coupe du monde de football qui s'est déroulée en 1934.
Pendant cette Coupe du monde 1934, le fascisme a été mis à l'honneur au niveau des hommes. Les milices appelées Chemises noires assurent la sécurité de ce Mondial 1934 et sont coiffées de la double casquette de stadiers et de policiers. Avant chaque coup d'envoi, les joueurs de l'équipe d'Italie effectuent le salut pour jurer fidélité à l'idéologie mussolinienne. Les arbitres devaient aussi faire ce geste à l'égard du Duce. La Fifa ne broncha toujours pas face à cette exigence purement politique à l'encontre des gardiens du jeu.
De 1976 à 1978, les rencontres qualificatives pour cent six équipes se déroulèrent à travers le monde sans que les autorités politiques et sportives remettent en cause le lieu de compétition de la Coupe du monde.
« Pour le mouvement sportif français cette Coupe du monde était un événement d’autant plus important que la France n'avait pas participé à cette compétition depuis 1966 et que depuis quelques années, le football occupait dans l'Hexagone une place inédite, analysée comme une sorte de "renouveau". Les «épopées» de Saint-Étienne en 1976, finaliste de la coupe d'Europe des clubs champions, et de Bastia en 1978, finaliste de la coupe UEFA, avaient entraîné une médiatisation importante du football. Les indices d'écoute plaçaient alors les retransmissions télévisées des matches au premier rang et la France avec 1300000 licenciés, était au troisième rang des 146 pays affiliés à la FIFA (Fédération Internationale de Football)».
Dès le 27 mars 1976 pourtant, tous les partis de gauche et tous les syndicats dénonçaient dans un appel commun «les mesures anti-démocratiques prises par les militaires argentins, notamment la suppression des partis politiques et des organisations syndicales et l’instauration de conseils de guerre avec procédure d’urgence». La droite française, au pouvoir avec le gouvernement de Valéry Giscard d’Estaing, refusa le boycottage en expliquant ne pas vouloir mélanger sport et politique, en laissant les fédérations libres de leur choix.
Le 1er juin 1978, le général Videla, put donc prononcer le discours lançant la compétition : « C‘est en souhaitant, avec l’aide de Dieu, que tous les pays et tous les hommes du monde jouissent de cette paix, que je déclare ouvert le Mondial de football». Et la Coupe du monde eut lieu avec la participation de toutes les équipes sélectionnées dont l'équipe de France qui s'était qualifiée lors de son dernier match, le 16 novembre 1977.

## Le boycottage du Mondial 1978 et le COBA
Des groupes se constituèrent un peu partout en Europe pour faire de cet événement l’occasion de dénoncer les exactions de la junte argentine : d’abord dans des pays dont l’équipe nationale participe à la phase finale (Suède, Espagne, Pays-Bas, Italie, République fédérale d’Allemagne, Autriche), ensuite dans des nations non qualifiées comme Israël, le Danemark, la Grande-Bretagne, l’Irlande, l’Islande, le Portugal, la Suisse ou encore la Belgique où l’on se mobilise par exemple autour du COBRA (Comité belge contre la répression en Argentine).

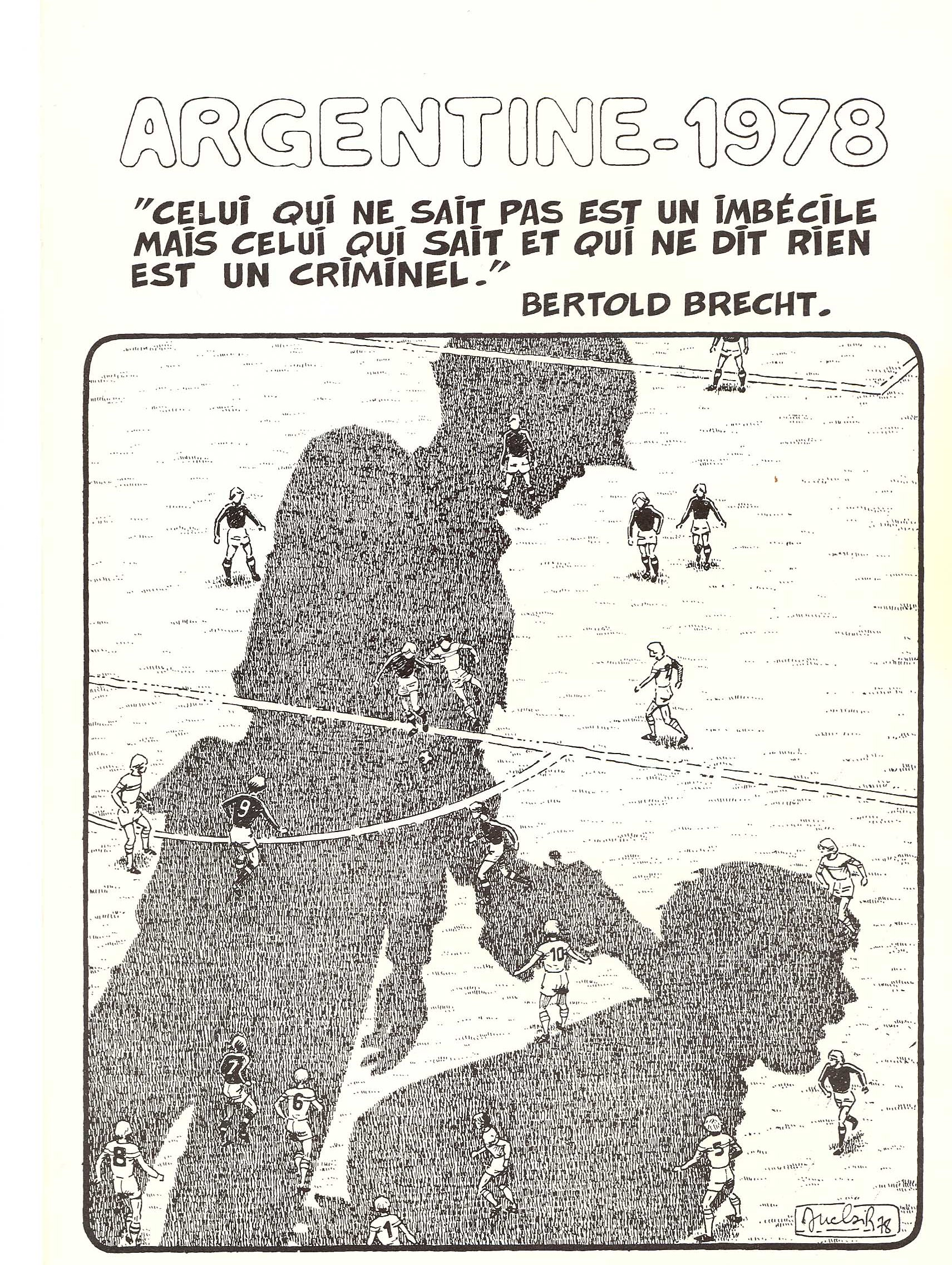
Affiche COBA Auclair

En France, l’idée d’une campagne de boycottage du Mundial fut préparée dès le printemps 1977 par le Comité de soutien aux luttes du peuple argentin (CSLPA), qui regroupait depuis 1975 une quinzaine de Français qui avaient vécu en Argentine dans les années précédant le coup d'État de 1976 : ils décidèrent, en association avec des militants issus de la revue Quel Corps, attachés à la critique radicale du sport de compétition, de créer un «Comité pour le boycott de l’organisation par l’Argentine de la Coupe du monde de Football» (COBA) en juin 1977. L’idée fut reprise au plan médiatique notamment par Marek Halter, peintre et écrivain, dans un article publié par le journal Le Monde du 19 octobre 1977. «Lançons ensemble un appel à tous les sportifs et à leurs supporters qui doivent se rendre en Argentine: refusez de cautionner par votre présence le régime aussi longtemps qu’il n’aura pas libéré les prisonniers politiques et arrêté les massacres.» Marek Halter avait été touché personnellement par le drame argentin avec l’enlèvement puis l’assassinat de deux membres de sa famille, sa cousine et son mari. Dans sa démarche, il fut rejoint par le journaliste Dominique Duvauchelle (journaliste au service des sports de France 2) qui posa clairement la question « Irons-nous en Argentine ?» dès novembre 1977. Mais ces appels restèrent isolés tant que la France n’était pas encore qualifiée.
Tout s'accéléra donc après la victoire au Parc des Princes le 16 novembre 1977 contre la Bulgarie. Le 17 décembre 1977, les militants du CSLPA et de Quel Corps lancèrent officiellement le COBA, qui fut rapidement soutenu par des militants d'extrême gauche et certains journaux tels que Rouge (journal de la Ligue communiste), Libération, Le Quotidien du peuple, des jeunes non issus d'organisations politiques désireux de manifester concrètement leur solidarité avec les victimes de la répression, des Argentins exilés en France.
Dans cette décennie post 68, très imprégnée des idées d'autogestion, le COBA fonctionna sur un mode très peu hiérarchisé. Les actions, les distributions de tâches et les rédactions des documentations étaient organisées lors d'assemblées générales libres d'accès (avec un contrôle à l'entrée du local pour éviter les provocations réunissant une cinquantaine de participants une fois par semaine. Les membres fondateurs, forts de leurs expériences en Argentine et des organisations militantes préparaient les réunions, les animaient, et assuraient les comptes rendus. Les décisions étaient prises par des votes à la majorité des membres présents à la réunion. Une commission presse de six membres était chargée des contacts avec la presse. Le matériel d'information et les affiches étaient produits par le comité parisien au siège du CEDETIM (Centre d'études anti-impérialistes), 14 rue Nanteuil, Paris XVe, et étaient diffusés aux comités locaux dans toute la France.
Des soirées étaient régulièrement organisées avec des concerts de musiciens argentins, des asados (grillades) dans ces locaux de la rue Nanteuil. Elles participaient largement à la cohésion du groupe et à l'intégration des nouveaux « entrants ».
Les intellectuels signataires de la pétition ne participaient pas à l'organisation du COBA, mais échangeaient avec ses membres lors de réunions spécifiques et intervenaient dans des événements publics.
Le COBA lança officiellement l’appel au boycott lors d’une conférence de presse qui eut lieu le 12 janvier 1978 à l’Hôtel moderne place de la République en présence de Mark Halter. Selon ses organisateurs et tel qu’il l’écrivait dans la pétition, la Coupe du monde est pour la junte un « instrument de son régime de terreur » qui devait lui servir à « restaurer son image internationale ternie» et à « renforcer sa cohésion interne». C’est pourquoi le boycottage apparaissait aux organisateurs comme « la seule réponse conséquente et responsable». Le COBA essaya de mobiliser les sportifs, les hommes politiques, et de manière plus large, l’opinion. Pour les organisateurs du comité il n’était pas possible que l’équipe de France puisse jouer à "800 mètres du pire centre de tortures du pays…C’est en effet la distance qui sépare le stade de River Plate, où devaient se dérouler plusieurs matchs de la Coupe du monde, de l’Escuela de Mecanica de la Armada siège du sinistre Grupo de tareas 3-3 véritable Gestapo argentine …». Cette évocation de la proximité géographique entre le stade et le principal lieu de torture, connut un certain succès médiatique qui est à mettre à l’actif du COBA. «C’est une idée à nous» constatera François Gèze, animateur du COBA, trente ans plus tard. Elle fut largement reprise par la presse. Très vite le COBA essaya d’associer à son appel les syndicats et partis de gauche, avec un appel à une réunion le 8 mars envoyé à toutes les forces politiques de gauche mais cela fut un échec.

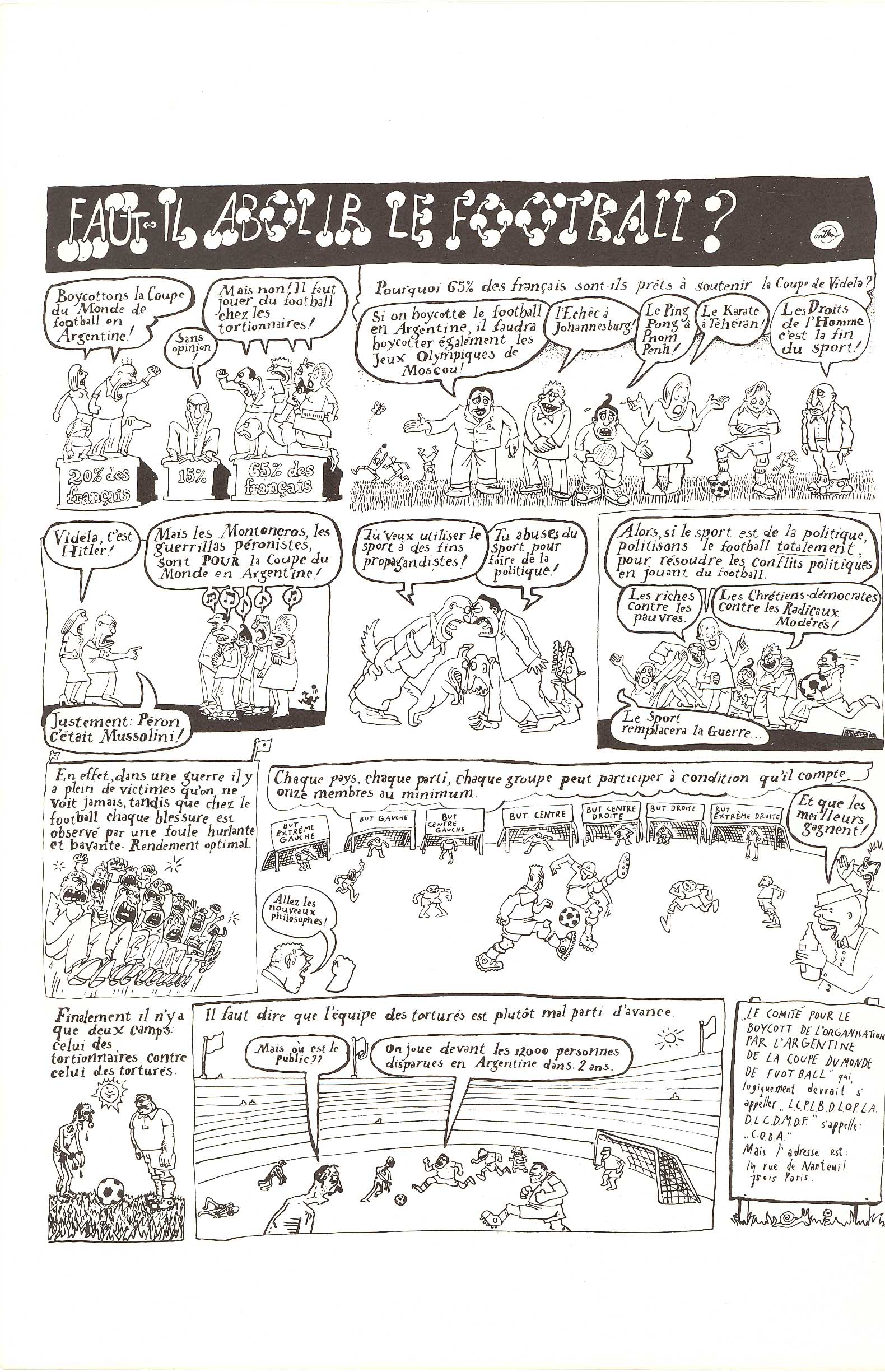
Coba

Le COBA et les mouvements signataires de l’appel appelèrent à des manifestations dont la plus importante eut lieu le 31 mai 1978 avec 8000 participants à la veille du début de la compétition. Les slogans étaient  -« Pas de football entre les camps de concentration !» -« Derrière la télé, écoutez les cris des torturés !». Celle du 23 mai, jour du départ de l’équipe de France pour l’Argentine, avait été interdite comme celle du jeudi 25 mai sur la Canebière à Marseille. Entre janvier et juin 1978, les comités locaux du COBA, environ 200, organisèrent un millier de réunions publiques partout en France dont certaines animées conjointement avec les grandes centrales syndicales. Des comités lycéens se sont créés pour diffuser l'information sur la répression en Argentine.
En outre, les matches de football, quel que soit le niveau des rencontres, sont devenus de potentielles tribunes d’expression de la contestation favorable au boycott. L’Epique, journal pastiche de L’Equipe fut édité avec la collaboration de certains techniciens travaillant pour le journal L'Équipe, à 120 00 exemplaires pour les numéros 3 et 4 sur l’Argentine.

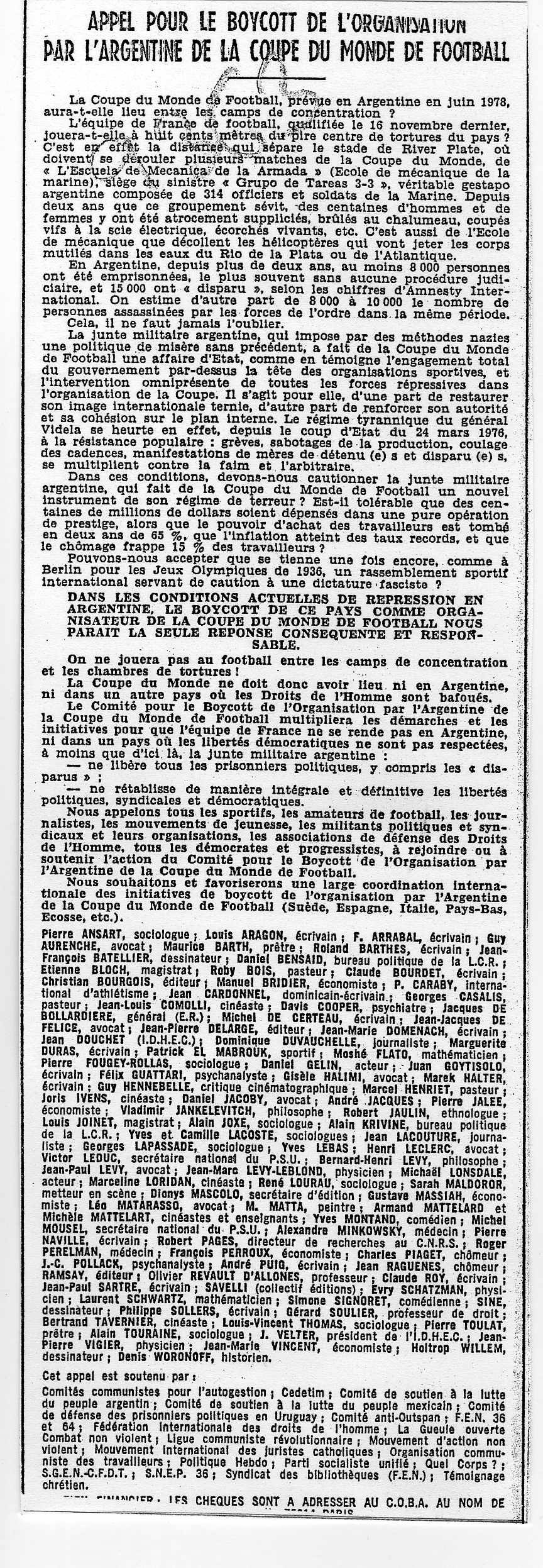
Texte de la pétition et premiers signataires

La pétition d’appel au boycott récolta 150 000 signatures qui furent déposées au Quai d’Orsay. Une liste de signataires fut publiée dans le journal Le Monde daté du 19-20 février 1978 « Appel pour le boycott de l’organisation par l’Argentine de la Coupe du monde de football ».
On y trouve une grande partie des intellectuels, écrivains et philosophes engagés en politique dans les années 1970 : Jean-Paul Sartre, Louis Aragon, Roland Barthes, Claude Bourdet, Christian Bourgeois, David Cooper, Jean-Marie Domenach, Felix Guattari, Jean-Pierre Faye, Jean-Jacques de Felice, Gisèle Halimi, Marek Halter, Bernard-Henri Lévy, Jean Lacouture, Louis Joinet, Daniel Bensaid, Pierre Naville, Roberto Matta Echaurren, Laurent Schwartz, Jean-Marc Levy-Leblond, général Jacques de Bollardière, Philippe Sollers, Alain Touraine, Simone Signoret, Yves Montand, Bertrand Tavernier.
Le 25 mai 1978, deux liftiers refusèrent de porter les bagages de généraux argentins à leur arrivée à l’hôtel Meurice à Paris ce qui entraîna leur mise à pied immédiate.
Le 23 mai 1978, survint une tentative d’enlèvement de Michel Hidalgo, sélectionneur de l’équipe de France de football, par des opposants à la participation de l’équipe de France à la Coupe du monde.
Mercredi 24 mai 1978, Michel Hidalgo, l'entraîneur de l'équipe de France de football devait s'envoler pour l'Argentine à bord de Concorde. Alors qu'il se rendait en voiture à Bordeaux prendre le train pour Paris, il avait été contraint de s'arrêter par trois hommes, peu après son départ de son domicile, à Saint-Savin-de-Blaye. Il était descendu de son véhicule et alors qu'ils l'entraînaient sur un chemin, il a réussi à désarmer l'un de ses agresseurs et à les mettre en fuite avant de se rendre à la gendarmerie de Saint-André-de-Cubzac pour porter plainte et déposer l'arme, qui n'était pas chargée.
Aussitôt le COBA a envoyé à l'AFP un communiqué : « Le COBA tient à réaffirmer que ce type d'action est absolument étranger à la large campagne démocratique qu'il mène depuis cinq mois. " Toutes les violences qui se développent autour du Mundial sont le fait soit de ceux qui cherchent à faire taire les artisans de la dénonciation (un membre du COBA de Bordeaux a subi des sévices corporels - brûlures de cigarette - et trois autres ont eu leur appartement mis à sac), soit de ceux qui, en réponse au blocage auquel a à faire face la campagne du COBA (interdiction de manifester, silence des médias), se situent en marge des actions que nous préconisons. »
Le COBA ne voulait pas que le gouvernement français profite de cette action pour pénaliser les actions de la campagne, voir dissoudre le mouvement.
Effectivement dans Le Monde du 25 mai, les deux communiqués, celui des ravisseurs d'Hidalgo et celui du COBA étaient publiés conjointement avec celui du correspondant anonyme prétendant parler au nom des agresseurs : «  Nous comptions, par cette action de caractère purement humanitaire, premièrement, attirer l'attention sur l'hypocrite complicité de la France, principal fournisseur de matériel militaire à l'Argentine, qui, par sa participation au Mondial, cautionnera les charniers de Videla ; deuxièmement, demander la libération et la sauvegarde jusqu'aux frontières de tous les prisonniers survivants et la réapparition des vingt mille disparus, sachant que leur extermination est en cours, afin de faire place nette pour les jeux du cirque… "
En 2015, lors de la parution du livre autobiographique de l'activiste, Floreal Cuadrado, la tentative d'enlèvement est apparue comme une initiative isolée du petit groupe auquel il appartenait.
Un matériel d'information important fut créé par les animateurs du COBA. Un audiovisuel présentant la situation en Argentine sous la dictature était projeté dans les réunions publiques. Outre les numéros 3 et 4 de L'Épique consacrés à l'Argentine (tirés à 120.000 exemplaires), des brochures d'information étaient éditées comme le Dossier noir des ventes d'armes françaises à l'Argentine incluant un article sur les cours anti guérilla des anciens d'Algérie dans le Centre d'instruction à la pacification et à la contre-guérilla. La revue Quel corps publia plusieurs numéros mettant en cause les méthodes du sport de compétition et l'exploitation des compétitions sportives par les pouvoirs politiques.
De nombreux dessinateurs s'associèrent pour créer une plaquette de dessins critiques éditée par le COBA.
Daniel Denis publia un récit « Aux chiottes l'arbitre », sous-titré "à l'heure du Mundial, ces footballeurs qui nous gouvernent", illustré par Kerleroux.
Le chanteur argentin Higinio Mena édita avec le COBA un disque de chansons : Comment rêver « …démocratique avec la peau des fusillés… », Des larmes : "…des armes qui se dressent, des coups qui pleuvent averse.. » Mundial en noir et sang "…quand tu acclameras avec tes camarades…", La super fiesta du ballon rond "…et pendant ce temps-là…"
La vente de ces matériels et les dons ont permis au COBA de réunir 80000 francs envoyés aux familles de disparus en Argentine.
Des associations de défense des droits de l'homme ont aussi informé sur la situation en Argentine pendant la dictature de 1976 à 1983 :
Un comité réunissant des exilés argentins plutôt issus de la gauche péroniste, proche des Montoneros, le Centre argentin d'Information et de solidarité (CAIS), a été actif pour informer sur la situation de l'Argentine pendant la dictature, mais sa fibre nationaliste et son respect pour l'amour du football dans le peuple argentin l'a conduit à ne pas s'associer à la consigne de boycott du Mundial.
L'AIDA (Association internationale de défense des artistes) animée par Ariane Mouchkine et Envar El Kadri (ancien guérillero argentin) a organisé une manifestation et de nombreuses activités pour dénoncer la disparition d'une centaine d'artistes pendant la dictature argentine.
L'association COSOFAM, Comité de familiares argentinos desaparecidos y presos, a fait une campagne d'information sur les militants emprisonnés et disparus pendant la dictature
Amnesty International coordonnait les informations sur les emprisonnés et disparus et lançait des appels à libération.
Face à toutes ces actions, la dictature argentine a décidé de réagir en organisant une contre-information et en installant à Paris un centre de renseignements destiné à surveiller et infiltrer les Argentins en exil en France et tous les militants dénonçant leur régime.
En 1977, la junte argentine mit en place, avenue Georges Mandel, le « Centro argentino de difusión, » destiné à assurer la promotion de la junte et, à un an de l’organisation de la Coupe du monde en Argentine, de contrer la "propagande des éléments subversifs". Cette structure en cachait une autre clandestine, le « Centro piloto de Paris », dirigée par le capitaine Alfredo Astiz, surnommé l'"ange de la mort" et intégrée au plan Condor de coopération des dictatures du Cône sud. Officiellement, elle avait pour mission de « diminuer la virulence de la campagne » contre l’Argentine en suscitant une communication favorable au gouvernement. Le capitaine Alfredo Astiz sera plus tard rattrapé par la justice argentine. Le procès qu’elle lui a intenté a démarré en 2009 pour l’enlèvement et le meurtre des deux religieuses françaises, Léonie Duquet et Alice Domon. D'autres inculpations le visaient, notamment en Espagne et en Italie, où il a été récemment condamné, également par contumace, à la perpétuité. En 2011, il a été condamné à la réclusion à perpétuité. Comme élément à sa charge une photo a été produite lors de son procès, par le fils de Georges Périès. Pour soigner son image, la dictature avait en effet organisé à l’automne 1978 un grand congrès international sur le cancer. Plusieurs grands noms de la recherche refusèrent de faire le voyage. D’où l’initiative de Georges Périès, chercheur à l’hôpital Saint-Louis à Paris, d’organiser un contre-congrès sur le cancer à la faculté de pharmacie de Paris, les 5 et 6 octobre 1978, sous la présidence du Prix Nobel de médecine André Lwoff. Histoire de montrer que les chercheurs aussi peuvent s’engager sur le terrain politique. Sur la photo, on distinguait un jeune homme au milieu des participants au contre-congrès parisien : le capitaine Alfredo Ignacio Astiz, officier de renseignement de la Marine argentine, en infiltration dans les milieux d’opposants.Cette photo est la seule preuve incontestable de la présence d’Alfredo Astiz en France. Plusieurs témoignages avaient déjà fait état de la présence de l’officier à Paris, en avril 1978.
Il infiltrait les associations de solidarité franco-argentines, comme le COBA pour identifier les militants. Astiz a été accusé et condamné dans le cadre des disparitions des deux religieuses françaises à Buenos Aires. Les informations qu’il a données à ses supérieurs ont permis entre autres l’arrestation et la disparition en Argentine d’Azucena Villaflor, une mère de la place de mai et des deux sœurs religieuses françaises à Buenos Aires.
La romancière argentine Elsa Osorio a écrit un roman sur cette période avec des personnages ayant des activités dans le Centro piloto de Paris.

## La gauche française de « gouvernement » et le boycott
Dès le 26 mars 1976, le Parti communiste français (PCF) établissait un parallèle entre la situation au Chili et la situation vécue par l’Argentine en parlant d’un «Pinochet satisfait».44
Mais dès le 29 mars l'analyse du PCF n'était plus la même. Le parti semblait faire siennes les positions de la direction du Parti communiste argentin (PCA). Celui-ci déclarait alors être dans l’
expectative tout en sachant gré à la junte d’avoir affirmé dans des premières déclarations «…
le respect de la fidélité à la démocratie représentative, la revitalisation des institutions constitutionnelles, la ré affirmation du rôle de contrôle de l’État… » ce qui « …coïncide avec certaines propositions du PCA…». Le PCA préconisait donc un «…accord national…».
La position officielle du PCA était alors que le nouveau gouvernement était un moindre mal en comparaison avec ce qu'avait été la période du péronisme sous Isabel Peron, avec la violence d'extrême droite et d'extrême gauche. Par ailleurs, le Parti Communiste Argentin a toujours considéré que les péronistes restaient marqués par l'admiration vouée par Juan Domingo Peron à Mussolini et qu'il fallait les combattre au nom de l'antifascisme.
Cependant, des militants de base du Parti communiste argentin ont ignoré ces suspicions et se sont engagés dans des actions contre la dictature et beaucoup d'entre eux ont été violemment éliminés par la police et l'armée, avec enlèvements, tortures et disparitions.
C’est la position du moindre mal qu'a défendu le PCF. Ainsi dans l’Humanité du 8 mars 1977, un an après le coup d’État, le PCF reprit à nouveau les positions du PCA : "- Nous avons dit en d’autres occasions que l’alternative était entre une démocratie rénovée et un coup d’État à la Pinochet qui, s’il triomphait, plongerait le pays dans l’horreur fasciste. Nous considérons de notre devoir d’alerter, une fois de plus sur le risque couru.»
Le lendemain, furent critiqués dans l’Humanité ceux qui venaient de se réunir pour revendiquer le boycott (c'est-à-dire le COBA même si ce nom n’apparaît jamais dans ce journal). Les organisateurs étaient accusés « d’agir plus par anticommunisme que par souci des droits de l’homme.» alors que tous les Argentins auraient été plutôt favorables à un « Venez et aidez-nous !». Le journaliste insista, qui plus est, sur l’absence d’Argentins parmi les organisateurs du COBA. Ce qui est faux. Parmi les animateurs du COBA, à Paris, à Grenoble, à Marseille, une trentaine d'exilés argentins étaient très actifs. La plupart étaient issus de l'extrême gauche argentine.
Dans sa thèse sur les exilés argentins, Marina Franco explique ce phénomène comme étant en partie dû au positionnement par rapport à la question du boycott des principaux partis d’opposition argentins. Ceux-ci étaient y étaient opposés. M Juan Gelman, porte-parole pour l’Europe du mouvement Montonero, déclarait ainsi le 13 janvier 1978 dans une conférence de presse tenue à Paris : "Nous préférerions pour notre part que des journalistes nombreux puissent aller en Argentine avec la volonté de décrire également à cette occasion ce qui se passe en dehors des stades."
Si, en mars 1976, le coup d'État était considéré par le PCF comme un coup d’état d’extrême droite à l’instar de ce qui s’était passé au Chili en 1973, le discours changea ensuite et se calqua sur celui du PCA. "La junte aurait dès lors été un moindre mal pour éviter le fascisme." Les archives du PCF à Bobigny gardent peut-être la trace de débats au sein du parti. À travers la façon dont fut traitée la question de l'Argentine il semble néanmoins qu’il y ait eu tout simplement un alignement sur les positions du PCA et donc sur Moscou. Pour Alberto J. Pla :  « il est impossible d'étudier les politiques des partis communistes latino-américains sans les mettre en parallèle avec les différentes phases de la politique soviétique ». À l’époque l’Argentine était le premier partenaire commercial de l’URSS en Amérique latine. À l’ONU, en mars et en août 1977, l’URSS s’opposa par deux fois, au sein de la commission des droits de l’homme, à une condamnation de l’Argentine et à toute enquête sur son territoire. En 1980, l’Argentine refusa de se joindre à l’embargo sur les ventes de céréales à l'URSS demandé par le président des États-Unis Jimmy Carter.
En matière de relations internationales il est certain également que tous les hommes politiques et les dirigeants du PCF au premier chef avaient en tête que les jeux Olympiques d’été devaient se tenir deux ans plus tard à Moscou et que l'événement pouvait être perturbé par une campagne de boycottage comme celle du COBA. Ce qui d'ailleurs se produisit avec la création du comité de boycott de Moscou, le COBOM avec une grande partie des militants ayant participé aux actions du COBA pour dénoncer le régime autoritaire soviétique et ses atteintes aux droits de l'homme.

## Les footballeurs et la Coupe du monde de football 1978
Finalement, à l’occasion de ce Mundial, outre quelques déclarations individuelles isolées, seuls les joueurs suédois et néerlandais se signalèrent par un geste politique collectif : les uns en allant à la rencontre des « Mères de la place de Mai », les autres en refusant d’aller chercher la médaille des finalistes et de participer au banquet de clôture pour ne pas avoir à serrer la main du général Videla.
Le joueur néerlandais, Johan Cruiff, un des meilleurs footballeurs de cette époque a, quant à lui, refusé de se rendre en Argentine. Son absence avait été interprétée par certains comme une position politique et un boycottage de fait. Mais il a révélé en 2008, trente ans après les faits qu'il avait été victime, avec sa famille, avant le Mondial, d'une tentative d'enlèvement dans son logement à Barcelone. « À ce moment, quelqu'un est venu, a pointé un fusil sur ma tempe, j'étais ligoté, ma femme était ligotée, les enfants (étaient présents) dans l'appartement de Barcelone." À la suite de cette attaque, « mes enfants sont allés à l'école sous protection policière, ma maison aussi a été surveillée pendant plusieurs mois. Le moment arrive où tu dis basta. Il y a des moments où d'autres valeurs priment dans la vie », avait-il ajouté. Il a pris alors la décision de ne pas s'éloigner de sa famille et de ne pas partir en Argentine plusieurs semaines pour le Mundial ».
Parmi les joueurs de l'équipe de France de football, Dominique Rocheteau avait été le plus sensible aux arguments de tous ceux qui dénonçaient la dictature argentine. Il avait l'intention de porter un brassard noir sur son maillot pendant les matches, mais il y a renoncé. « Il était un peu seul. Il a pourtant bien tenté de convaincre ses coéquipiers deux jours avant le match, lors d’une réunion dans leur hôtel chic de la banlieue de Buenos Aires, avec le renfort du philosophe Bernard-Henri Lévy. Mais seuls quatre joueurs viennent à cette réunion improvisée. « Nous sommes des professionnels, nous ne jouons pas pour les beaux yeux de la princesse », argumente froidement le défenseur Dominique Bathenay, qui boycotte la réunion".
Le journaliste Maurice Szafran, plus tard PDG de l'hebdomadaire Marianne, est alors présent à Buenos Aires pendant ce Mundial. Il raconta la tentative de Bernard-Henri Lévy auprès des joueurs de l'équipe de France pour qu'ils manifestent un minimum de réprobation : "Lévy aura l’occasion de raconter tout cela, et bien d’autres choses, aux quelques joueurs de l’équipe de France (Dominique Rocheteau, Jean-Marc Guillou, Patrick Battiston) et à leur entraîneur, Michel Hidalgo, qui l’accueillent à l’Hindu Country Club, un hôtel chic dans la banlieue de Buenos Aires. Utilisant les sorties de secours du Sheraton, il parvient à échapper aux barbouzes de la Side. « J’ai fait quatre propositions aux joueurs français, se souvient-il. 1) Aller à la rencontre des mères de la place de Mai. 2) Ne pas accepter de recevoir une médaille si jamais ils y avaient droit, et donc ne pas serrer la main des militaires argentins. 3) N’assister à aucun banquet officiel pour ne pas croiser d’officiels de la junte ou liés à la junte. 4) Porter un brassard noir durant les matchs ». Ils l’écoutèrent poliment, ne retinrent rien de ses suggestions.
La seule manifestation des joueurs de l'équipe de France sur les stades argentins fut faite pour obtenir de meilleures primes de matches : "En 1978, à la veille de la Coupe du monde en Argentine, les Bleus avaient choqué l’opinion en manifestant leur désaccord quant à la non-revalorisation d’une prime négociée avec Adidas. Lors de France-Italie, premier match du groupe A (1-2), ils avaient en représailles recouvert de cirage noir les trois bandes de leurs chaussures. Les sommes en jeu (1.500 francs) paraissent aujourd’hui complètement dérisoires, mais l’incident témoignait déjà de l’ambigüité du statut des internationaux."
Michel Platini déclara : "« On pourrait imaginer n’importe quoi, sauf le boycottage, lâche la star Michel Platini. Ça fait quatre ans qu’on s’y prépare et douze ans qu’on n’y a pas participé. Il y en a qui nous demandent de ne pas y aller. Ça ne va pas, non ? J’irai à la nage à Buenos Aires s’il le faut.".
Comme le reprit, 43 ans plus tard, le journal L'Equipe du 6 mai 2021, Michel Platini écrivit dans son livre en 1987  « Ma vie comme un match », chez Robert Laffont, à propos de la campagne du COBA et des signataires de la pétition : « C’est bien la première fois que Simone Signoret s’intéressait aux choses du football. Elle prétendit nous donner une grande leçon d’humanisme.[…]Pas suffisant pour nous faire reculer. »
Les autres équipes ont fait reculer Michel Platini et les autres joueurs de l'équipe de France : "Dans une pub, Platini boit Fruité (« C’est plus musclé »), mais il passe finalement à côté de son Mondial. Comme ses copains. Battus lors du premier match par l’Italie (1-2), ils relèvent la tête face à l’Argentine, ce 6 juin. Dans une ambiance de fête nationale, sous les yeux du général Videla et à 800 mètres à peine de l’Ecole mécanique de la marine, le camp d’emprisonnement et de torture du régime, les Bleus s’inclinent (1-2) après avoir dominé le match. Un penalty très généreux pour une main de Marius Trésor et un autre oublié – une faute sur Didier Six – permettent à l’Argentine d’obtenir son billet pour le second tour. Dominique Rocheteau garde, pour sa part, un regret supplémentaire : « Que notre silence ait été perçu comme de l’indifférence. ».
Le Mundial 78, pour permettre à l'équipe Argentine de remporter la finale et la coupe du monde est aussi entaché de suspicions sur la régularité du déroulement des matches et en particulier le Pérou-Argentine : " Le fait que la sélection argentine remporte le match contre le Pérou avec un score de 6 à 0 a évidemment suscité de sérieux doutes sur la légitimité du résultat final. Ces doutes se sont vus étayés par l’existence de nombreuses irrégularités pendant la compétition, tel que le changement d’heure du match Brésil-Pologne. On a également dit que de grosses sommes d’argent avaient été versées à des dirigeants péruviens ou encore que les joueurs avaient été achetés. On a aussi mentionné la livraison de plusieurs milliers de tonnes de blé à Lima de la part de l’Argentine et un prêt de 50 millions de dollars sans intérêt accordé par la junte militaire au gouvernement autoproclamé de Francisco Morales Bermúdez, dans le cadre d’un accord sur l’aide alimentaire. Tout donne donc à penser que la victoire de la sélection argentine était prévue de longue date, que c’était un triomphe planifié.". Pour ce même match, l'arrestation de militants péruviens transférés en Argentine est aussi suspectée d'avoir fait partie de l'arrangement établi entre les deux dictatures argentines et péruviennes dans le cadre du plan Condor, comme on l’apprendra le 11 septembre 2015 à l’occasion d'une dépêche APF reprise par le site JUSTICEINFO.NET : "Cette fois, c'est un juge péruvien, Rafael Martinez, qui lance cette enquête inédite dans le pays, visant, outre l'ancien dictateur, aujourd'hui âgé de 94 ans, plusieurs ex-militaires : les généraux Jorge Tamayo de la Flor, ancien chef des forces aériennes, et Fernando Velit, ex-ministre de l'Intérieur, et Jaime Manrique, pilote de l'avion militaire qui avait transporté de Lima à Jujuy (Argentine) les opposants, selon la décision judiciaire à laquelle l'AFP a eu accès. Les 13 Péruviens avaient été remis aux militaires de la dictature argentine, qui les avaient détenus, frappés, selon la plainte de Ricardo Napuri, l'une des victimes."

## Après la Coupe du Monde
La junte militaire argentine a été confortée dans son pouvoir totalitaire en profitant de la "réussite" de l'événement avec la Victoire en finale de l'équipe Argentine qui a été sacrée championne du monde.
La dictature argentine s'est maintenue au pouvoir jusqu'en 1983. La guerre des Malouines (2 avril-14 juin 1982) a précipité la chute de la junte.
Le 30 octobre 1983 a été élu Président de la République le radical Raoul Alfonsin. Il a mis en place une commission dès le 15 décembre 1983, la CONADEP (Comisión Nacional sobre la Desaparición de Personas), qui a enquêté sur les crimes de la dictature. Il a été établi que la junte militaire avait entre 1976 et 1983 : " fait près de 30 000 « disparus » (desaparecidos), 15 000 fusillés, 9 000 prisonniers politiques, et 1,5 million d'exilés pour 32 millions d'habitants, ainsi qu'au moins 500 bébés enlevés aux parents disparus et élevés par des familles proches du pouvoir.
En septembre 1978, avec la pression des associations de solidarité françaises dont le COBA, la diplomatie française obtint la libération d’un premier contingent de cinq détenus franco-argentins détenus en Argentine, dont Miguel Benasayag et Roberto Sanchez.
Miguel Benasayag a affirmé que l'échange avait été négocié par Maurice Papon, ministre du Budget de Giscard d'Estaing après avoir été haut fonctionnaire du régime de Vichy responsable des déportations de milliers de juifs et préfet de police de Paris pendant la guerre d'Algérie et au moment du massacre des Algériens dans les rues de Paris en octobre 1961.
Une vingtaine de Français ont disparu pendant la dictature argentine, dont Marie-Anne Erize les deux religieuses Léonie Duquet et Alice Domon.
En France, au sein du Parti socialiste s'était créé le Club des droits socialistes de l'homme avec Pierre Bercis qui organisa tous les jeudis devant l'ambassade d'Argentine à Paris, pendant 320 semaines à partir du 5 octobre 1978. une manifestation pour réclamer la libération des prisonniers politiques de la dictature. En 1980, François Mitterrand, candidat à l'élection présidentielle de 1981 s'est rendu à l'ambassade argentine à l'occasion d'une des manifestations organisées par le club des droits socialistes de l'homme pour rencontrer l'ambassadeur et déposer une demande de libération des prisonniers politiques. Le COBA présent l'a interpellé après le refus de l'ambassade de lui ouvrir la porte. Le dossier noir des ventes d'armes françaises à l'Argentine lui a été offert avec une interrogation sur sa position en cas de victoire à l'élection présidentielle de 1981. Il avait déclaré le 15 décembre 1977 : « Le Programme commun a prévu la cessation de toutes les ventes d'armes et de matériels de guerre aux gouvernements colonialistes, racistes ou fascistes. Les premiers visés seront : l'Afrique du Sud, le Chili, le Brésil et l'Argentine. » François Mitterrand a refusé de répondre et a jeté par terre la brochure du COBA. Le gouvernement français n'a interrompu les ventes d'armes à la dictature qu'en 1982, au début de la guerre des Malouines entre l'Argentine et la Grande-Bretagne. Malgré cela, l'assistance des techniciens français n'a pas été interrompue. Le Monde du 27 juillet 1982 : « Le Sunday Times publie le témoignage de M. Hervé Colen, chef d'une équipe de neuf techniciens français envoyés en novembre dernier pour mettre au point les systèmes de contrôle des Super-Étendard livrés par la firme Dassault, et monter les missiles Exocet sur leurs lanceurs. Selon M. Colen, quand les Argentins ont envahi les Malouines, le 2 avril, cette tâche d'assistance n'était pas terminée. Lui et ses collaborateurs ont continué leur travail en avril et mai, " après que le gouvernement français eut assuré les Britanniques que toutes les livraisons d'armes à l'Argentine avaient été suspendues, ainsi que toute aide technique de nature militaire ", écrit le journal, qui précise : " Sans cette aide, les missiles n'auraient pas pu être tirés. "
Des procès exemplaires contre la junte militaire et les agents de la dictature se sont ouverts en Argentine en plusieurs étapes. Après des lois d'amnistie Sous le Président Carlos Menem (1989-1999), les procès ont été rouverts en 2007, sous la Présidence de Nestor Kirchner (2003-2007) avec des condamnations à perpétuité. Le général Videla est décédé en prison le 17 mai 2013 à l'âge de 87 ans.
L'Argentine est le pays latino américain qui a le plus engagé de poursuites contre les criminels des régimes militaires qui ont affecté presque toute la région entre les années 1960 et les années 1980.
En 2021, 1 025 Argentins ont été condamnés pour leurs crimes pendant la dictature.